# Cascina Scanna
Cascina Scanna o Scanna (Cassina Scàna in dialetto milanese) è una frazione del comune di Cisliano in provincia di Milano, distante 2,3 km dal centro storico del comune di appartenenza.

## Storia

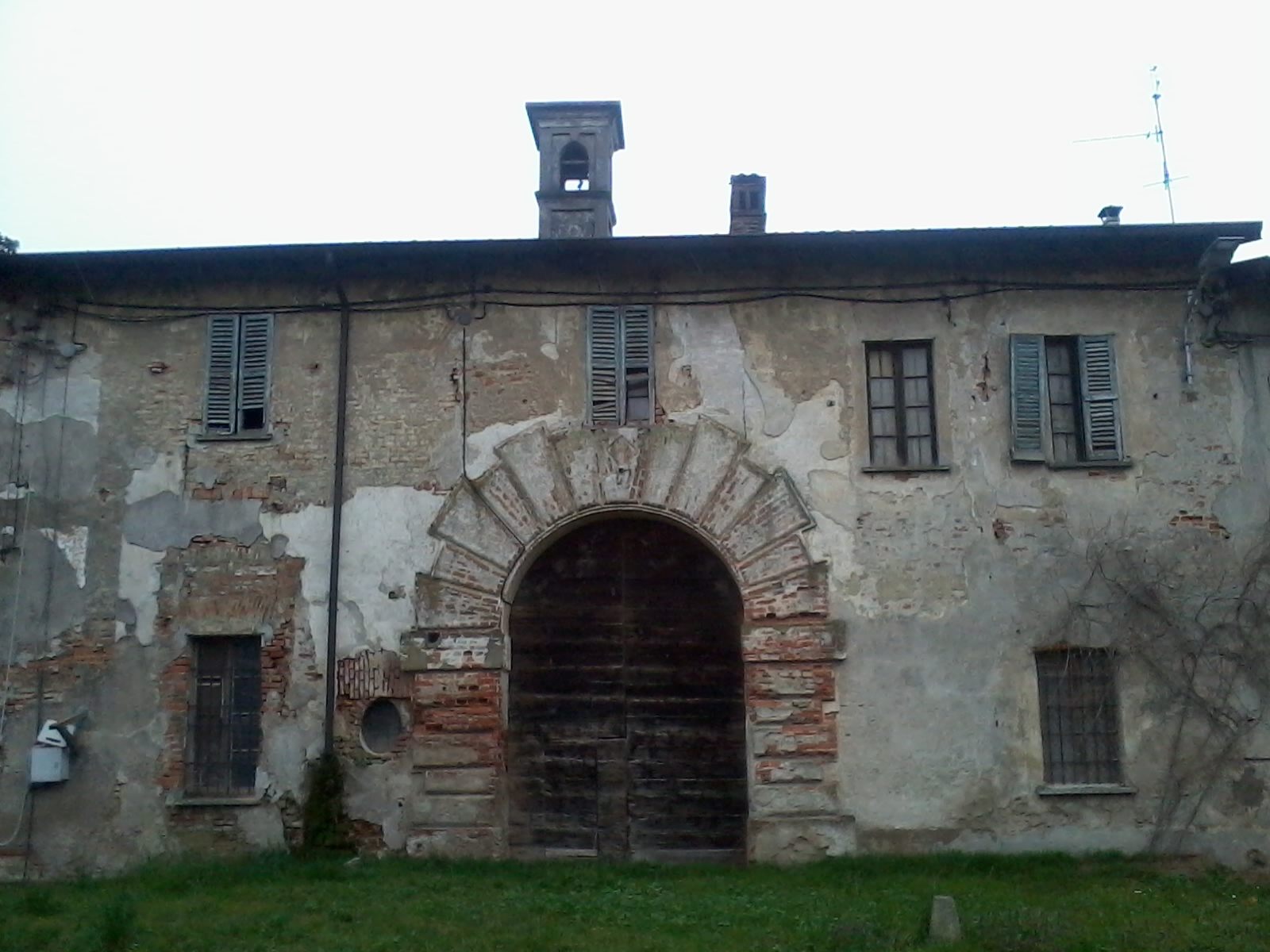
Portale a bugnato dell'ala padronale della Cascina Scanna

Solo negli ultimi anni si è potuta ricostruire la storia più antica della frazione della Cascina Scanna che, sulla base dei ritrovamenti di una necropoli in loco, si è potuta datare all'epoca romana del IV secolo.
La prima citazione ufficiale della cascina Scanna risale però al 1493 quando il duca di milano Ludovico il Moro fa riattivare la bocca derivata dalla vicina roggia Soncina su richiesta di Francesco del Conte e dei suoi fratelli, ai quali quei diritti d'acqua erano pervenuti per successione di Donato del Conte. I fratelli dal Conte avevano stipulato un accordo con la famiglia dei della Porta che detenevano i possedimenti della Scanna, contratto secondo il quale i primi si sarebbero impegnati a fornire l'acqua necessaria, mentre questi ultimi avrebbero costruito un mulino ad uso di tutte le parti.
Con questa prima installazione agricola, attorno al mulino iniziarono a sorgere già a fine Quattrocento altre strutture funzionali quali una casa da nobile ancora oggi esistente e contraddistinta da un importante portone a bugnato, oltre alle abitazioni dei massari, alle stalle ed ai ripostigli. Nel corso del Cinquecento il complesso viene arricchito dall'aggiunta di una chiesa dedicata a San Bernardo che venne lodata anche nella visita pastorale di San Carlo Borromeo compiuta sulla fine del secolo. L'intera tenuta, all'epoca, arrivò a misurare 2479 pertiche, di cui oltre 700 coltivate a vite.
La proprietà rimase sempre ai della Porta sino a Luigi che nel 1567 fece testamento a favore della figlia Ippolita, consorte del conte Giovanni Francesco Resta, ai quali rimarrà sino all'Ottocento.

## Edifici notevoli
- Oratorio di San Bernardo